# Mathias Nilsson
Mathias Nilsson (Vellinge, 23 de febrero de 1999) es un futbolista profesional sueco que juega como guardameta y milita en el Trelleborgs FF de la Superettan.

## Trayectoria
Mathias Nilsson empezó su trayectoria en las inferiores del Malmö FF, el 15 de enero de 2019 fue cedido al Eskilsminne IF, en ese momento de la Primera División de Suecia (Tercera División Sueca). Su debut profesional lo realizaría el 6 de abril de 2018 contra el Åtvidabergs FF, el partido terminaría con empate 1-1.
El 30 de junio de 2019 volvería de su préstamo al Eskilsminne IF, sin embargo, con el equipo reservas un solo jugaría un partido, en ese único partido terminaría con la portería imbatida. Meses más tarde, Malmö FF volvería mandar a Mathias cedido al Eskilsminne IF, durante ese tiempo jugaría 9 partidos teniendo 2 porterías imbatidas. Esa temporada el Eskilsminne IF perdería la categoría y dejaría de ser un Club de fútbol profesional descendiendo a la cuarta categoría del fútbol sueco. Luego de esta temporada Mathias Nilsson volvería al Malmö FF.

## Clubes
| Club                    | País      | Año       |
| ----------------------- | --------- | --------- |
| Malmö FF                | Suecia    | 2017-2024 |
| Eskilsminne IF (cedido) | Suecia    | 2019      |
| Lunds BK (cedido)       | Suecia    | 2020      |
| Östers IF (cedido)      | Suecia    | 2021      |
| Östers IF (cedido)      | Suecia    | 2022      |
| Örgryte IS (cedido)     | Suecia    | 2023      |
| IF Gnistan (cedido)     | Finlandia | 2024      |
| Gefle IF                | Suecia    | 2024      |
| Trelleborgs FF          | Suecia    | 2025-     |